# Alcide De Gasperi
Alcide De Gasperi   (Pieve Tesino, 3 d'abril de 1881 - Borgo Valsugana, 19 d'agost de 1954) fou un polític italià, que ocupà la Presidència interina de la República i el càrrec de primer ministre d'Itàlia en huit governs de coalició diferents, entre el 1945 i el 1953. És considerant un dels «pares d'Europa» de forma conjunta amb Konrad Adenauer, Robert Schuman i Jean Monnet. Fundador del partit de la Democràcia Cristiana, fou un catòlic devot: ha estat proclamat servent de Déu per l'Església catòlica i té el procés de beatificació en curs.

## Biografia

### Primers anys
Va néixer el 3 d'abril de 1881 a la ciutat de Pieve Tesino,
 població situada aleshores a l'Imperi Austrohongarès però que avui en dia forma part de la província de Trento.
El seu pare era un agent de policia local amb pocs recursos econòmics. Des de 1896, De Gasperi va participar activament en el moviment cristià social. El 1900 es va incorporar a la Facultat de Literatura i Filosofia de Viena, on va tenir un paper important en l'inici del moviment estudiantil cristià. Es va inspirar molt en l’encíclica Rerum Novarum publicada pel papa Lleó XIII el 1891. El 1904 va participar activament en les manifestacions estudiantils a favor d'una universitat en llengua italiana. Empresonat amb altres manifestants durant la inauguració de la facultat de dret italiana a Innsbruck, va ser alliberat al cap de vint dies. El 1905, De Gasperi es va llicenciar en filologia. Posteriorment va ser periodista.
El 1905 va començar a treballar com a editor del diari La Voce Cattolica, que va ser substituït el setembre de 1906 per Il Trentino i del qual aviat es va convertir en l'editor. Al seu diari, sovint es va posicionar a favor d'una autonomia cultural per al Trentí i en defensa de la cultura italiana al Trentí, en contrast amb els plans de germanització dels nacionalistes alemanys del Tirol. En aquell moment, en desacord amb altres polítics com Cesare Battisti, no buscava la unificació amb Itàlia.
El 1911, va ser membre del Parlament per la Unió Política Popular del Trentino (UPPT) al Reichsrat austríac, càrrec que va ocupar durant sis anys. A l'inici de la Primera Guerra Mundial, es va mostrar políticament neutral, simpatitzant amb els esforços, finalment infructuosos, del papa Benet XV i de Carles I d'Àustria per obtenir una pau honorable i aturar la guerra. Finalment, es va posar del costat d'Itàlia.

### Oposició al feixisme

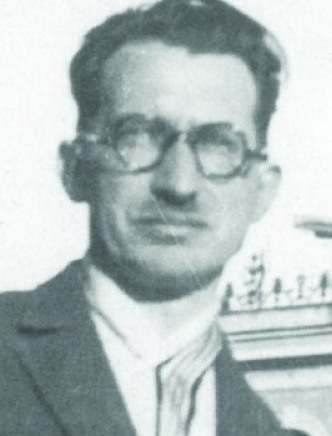
De Gasperi a la dècada del 1920

El 1919, va ser un dels fundadors del Partit Popular Italià (PPI), amb Luigi Sturzo. Va ser diputat al Parlament italià de 1921 a 1924, un període marcat per l'auge del feixisme. Inicialment va donar suport a la participació del PPI en el primer govern de Benito Mussolini a l'octubre de 1922.
A mesura que el control de Mussolini sobre el govern italià es va enfortir, aviat va divergir amb els feixistes sobre els canvis constitucionals als poders de l'executiu i al sistema electoral (la Llei Acerbo), i sobre la violència feixista contra els partits constitucionals, que va culminar amb l'assassinat de Giacomo Matteotti. El PPI es va dividir i De Gasperi va esdevenir secretari del grup antifeixista restant el maig de 1924. El novembre de 1926, en un clima de violència i intimidació evidents per part dels feixistes, el PPI va ser dissolt.
De Gasperi va ser arrestat el març de 1927 i condemnat a quatre anys de presó. El Vaticà va negociar el seu alliberament. Un any i mig de presó gairebé va trencar la salut de De Gasperi. Després del seu alliberament el juliol de 1928, va estar a l'atur i amb greus dificultats econòmiques, fins que el 1929 els seus contactes eclesiàstics li van assegurar una feina com a catalogador a la Biblioteca Vaticana, on va passar els següents catorze anys fins al col·lapse del feixisme el juliol de 1943.
Durant la dècada del 1930, De Gasperi va escriure una columna internacional regular per a la revista L'Illustrazione Vaticana, en què descrivia la principal batalla política com una entre el comunisme i el cristianisme. El 1934, es va alegrar de la derrota dels socialdemòcrates austríacs, a qui va condemnar per "descristianitzar" el país, i el 1937 va declarar que l'Església alemanya tenia raó en preferir el nazisme al bolxevisme.

### Fundació de la Democràcia Cristiana
Durant la Segona Guerra Mundial, va organitzar la creació del primer (i en aquell moment il·legal) partit Democràcia Cristiana (DC), basant-se en la ideologia del PPI. El gener de 1943 va publicar Idees per a la reconstrucció (italià: Idee per la Ricostruzione), que equivalia a un programa per al partit. Va esdevenir el primer secretari general del nou partit el 1944.
De Gasperi era el cap indiscutible dels demòcrates cristians, el partit que va dominar el Parlament durant dècades. Tot i que el seu control de DC semblava gairebé complet, va haver d'equilibrar acuradament diferents faccions i interessos, especialment pel que fa a les relacions amb el Vaticà, la reforma social i la política exterior.

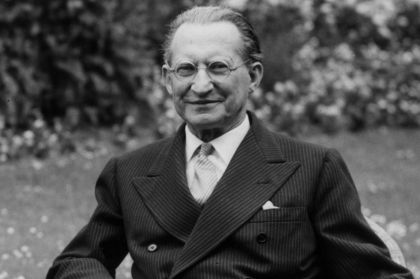
De Gasperi com a primer ministre d'Itàlia durant la dècada del 1950

Quan el sud d'Itàlia va ser alliberat pels aliats, es va convertir en un dels principals representants de DC al Comitè d'Alliberament Nacional. Durant el govern liderat per Ivanoe Bonomi, De Gasperi va ser nomenat ministre sense cartera i, en el gabinet de Ferruccio Parri, va esdevenir ministre d'Afers Exteriors.

## Primer ministre d'Itàlia
Va morir el 19 d'agost de 1954 a la ciutat de Borgo Valsugana (Trento).

## Vida política
Començà la seva carrera política com a diputat en el parlament austríac l'any 1911 en representació de la petita comunitat italiana en el si d'un gran imperi multinacional. Aquesta experiència li aportà una visió més global de la vida política, enriquint-lo amb una cultura més àmplia i més diversa, que li va servir per a fonamentar el seu ideal europeista.
En esclatar la Primera Guerra Mundial fou nomenat responsable del Comitè dels Refugiats. En el desenvolupament del seu càrrec ajudà a milers d'exiliats de Trento, detinguts pel govern austríac per raons militars, a emigrar cap a l'interior del país. Després de l'annexió de Trento a Itàlia, al final de la guerra, participà, al costat del sacerdot Luigi Sturzo, Alberto Marvelli i diversos laics i polítics, en la creació del Partit Popular Italià (PPI), i que posteriorment fou anomenat Democràcia Cristiana. L'any 1921 fou elegit diputat per Trento, i presidí el grup parlamentari del PPI al Parlament. Fins a l'arribada de Benito Mussolini al poder l'any 1922, ocupà un paper important en la vida política italiana.
En la seva qualitat d'opositor és acusat d'activitats antifeixistes, per la qual cosa és detingut i condemnat a quatre anys de presó. A pesar del seu alliberament, queda sota vigilància fins a la caiguda de Mussolini, ocupant un lloc d'auxiliar a la Biblioteca del Vaticà.

## Europeisme
Al final de la Segona Guerra Mundial De Gasperi es convertí en líder incontestable de la Democràcia Cristiana. Entre 1945 i 1953 dirigí vuit governs successius com a primer ministre, compaginant aquest càrrec amb el de Ministre d'Afers exteriors. L'any 1946 quan Itàlia esdevé una república també és nomenat president interí del país, càrrec que manté durant divuit dies fins que és nomenat Enrico De Nicola.

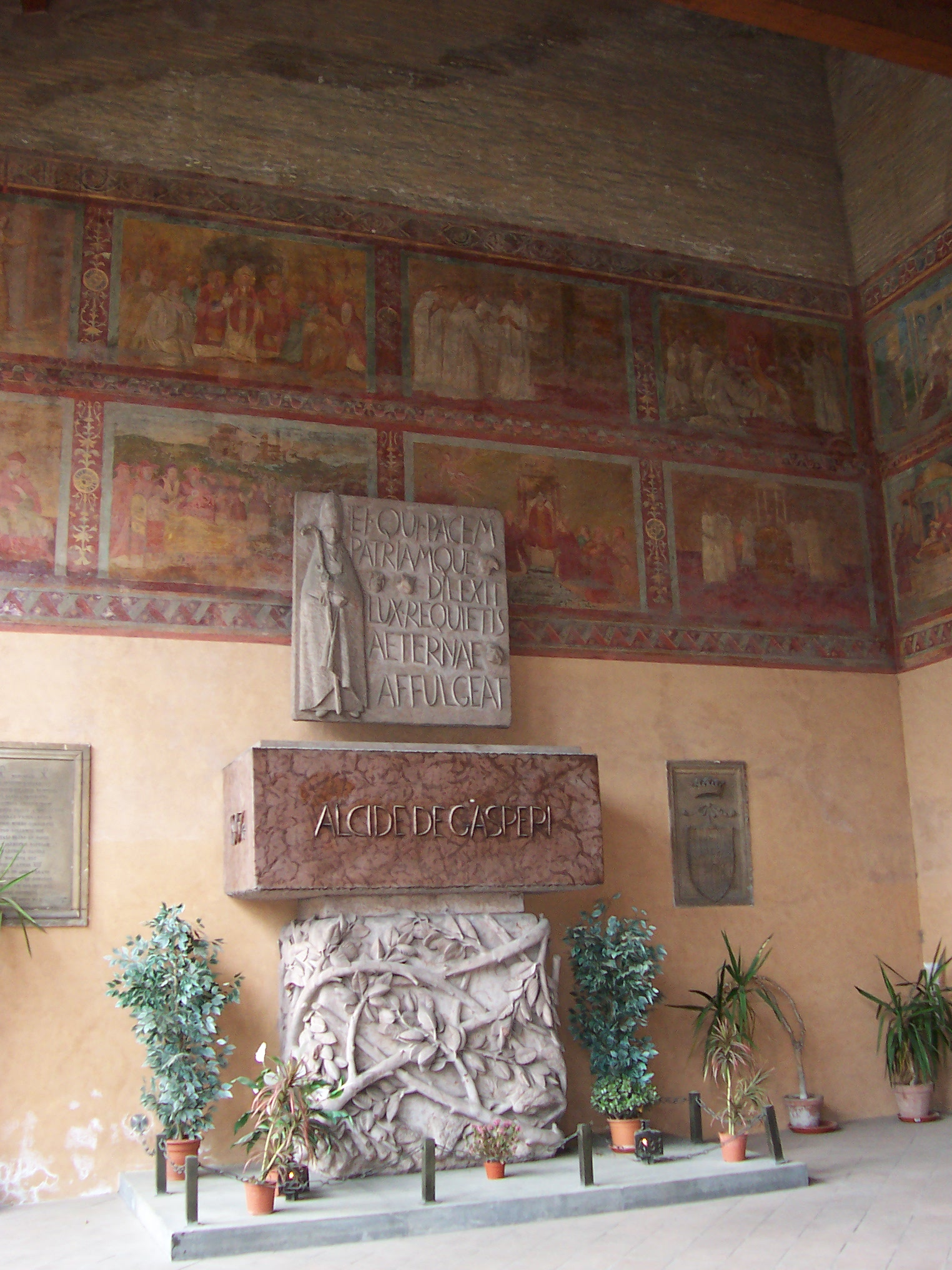
La tomba de De Gasperi a la Basílica de San Lorenzo fuori le Mura (Roma)

Durant l'exercici del seu càrrec aconsegueix l'adhesió d'Itàlia a l'OTAN i la integració en la Comunitat Europea del Carbó i l'Acer (CECA), i dona suport activament al projecte de la fallida Comunitat Europea de Defensa (CED).
Juntament amb Robert Schuman i Konrad Adenauer realitza grans esforços en les primeres etapes de la construcció d'Europa. Entre èxits i fracassos, neix entre ells una unió, una solidaritat i una estima profundes. Alcide De Gasperi consagrarà els últims anys de la seva carrera a l'edificació de la construcció europea. Dimitit pel seu propi partit l'any 1953, poc abans de la seva mort, es converteix en el primer president de l'Assemblea parlamentària de la CECA. L'any 1952 havia estat guardonat amb el Premi Internacional Carlemany, concedit per la ciutat d'Aquisgrà, en reconeixement dels seus esforços en la unitat d'Europa.
| « | Constituir aquesta solidaritat de la raó i del sentiment, de la fraternitat i de la justícia, i insuflar a la unitat europea l'esperit heroic de la llibertat i del sacrifici que han estat sempre el de la decisió en els grans moments de la història. | » |

## Procés de beatificació
Poc després de la seva mort començaren les tasques del procés de beatificació, promogudes per l'arxidiòcesi de Trento. La fase diocesana s'inicià el 1993 i fou proclamat servent de Déu.

## En la cultura popular
- La figura de De Gasperi (interpretat per Luigi Vannucchi) és la protagonista de la pel·lícula neorealista dirigida per Roberto Rossellini Anno uno (1974), en la qual es fa una reconstrucció del període històric en què es van desenvolupar les operacions del Comitè d'Alliberament Nacional a Roma.[14]
- A la pel·lícula Il delitto Matteotti (1973), de Florestano Vancini, és interpretat per Ezio Marano.[15]
- També és protagonista de la ficció De Gasperi, l'uomo della speranza (2005), rodada per la directora Liliana Cavani i emesa en dues parts a Rai 1.[16]
- A la pel·lícula Il divo (2008), de Paolo Sorrentino, es destaca diverses vegades durant la narració la importància de De Gasperi per a Giulio Andreotti.[17]